# 大市口街道
大市口街道，是中华人民共和国江苏省鎮江市京口区下辖的一个乡镇级行政单位。

## 行政区划
大市口街道下辖以下地区：
鼓楼岗社区、双井路社区、弥陀寺巷社区、千秋桥社区、老北门社区、蔡家山社区、东吴新村社区、茶山社区、华润社区、高桥北社区、米山社区和古城社区。